# Portland Timbers (2001)
Portland Timbers is een voormalige Amerikaanse voetbalclub uit Portland, Oregon. De club werd in 2001 opgericht en begon te spelen in USL. Het laatste jaar speelde de club in de USSF Division 2 Professional League, het tweede niveau in de Verenigde Staten.
Het was al de derde club in de stad die onder deze naam speelt, na Portland Timbers, een club die van 1975 tot 1981 bestond en FC Portland die van 1985 tot 1990 bestond en vanaf 1989 Portland Timbers heette. In 2008 begon de club met een satellietclub voor jong talent, Portland Timbers U23 dat in de USL Premier Development League speelt. In 2009 werd bekend dat er ook nog een vijfde elftal zou volgen met deze naam, Portland Timbers zou in de Major League Soccer gaan spelen, de hoogste klasse.

## Erelijst
- Commissioner's Cup

Winnaar: 2004, 2009 (2x)